# Port Hacking Rugby Football Club
 Port Hacking RFC était un club de rugby à XV, basé à Port Hacking sur la baie de Sydney, en Australie. Le club fut fondé en 1957 par des maîtres-nageurs sous le nom de North Cronulla SLSC Rugby Club et dispute les championnats mineurs de Sydney. En 1989, il fusionne avec St George pour former Southern Districts Rugby Club. Il lègue toutefois sa couleur bleu ciel à la nouvelle entité.

## Palmarès
Shute Shield (0) : 